# Nordstemmen

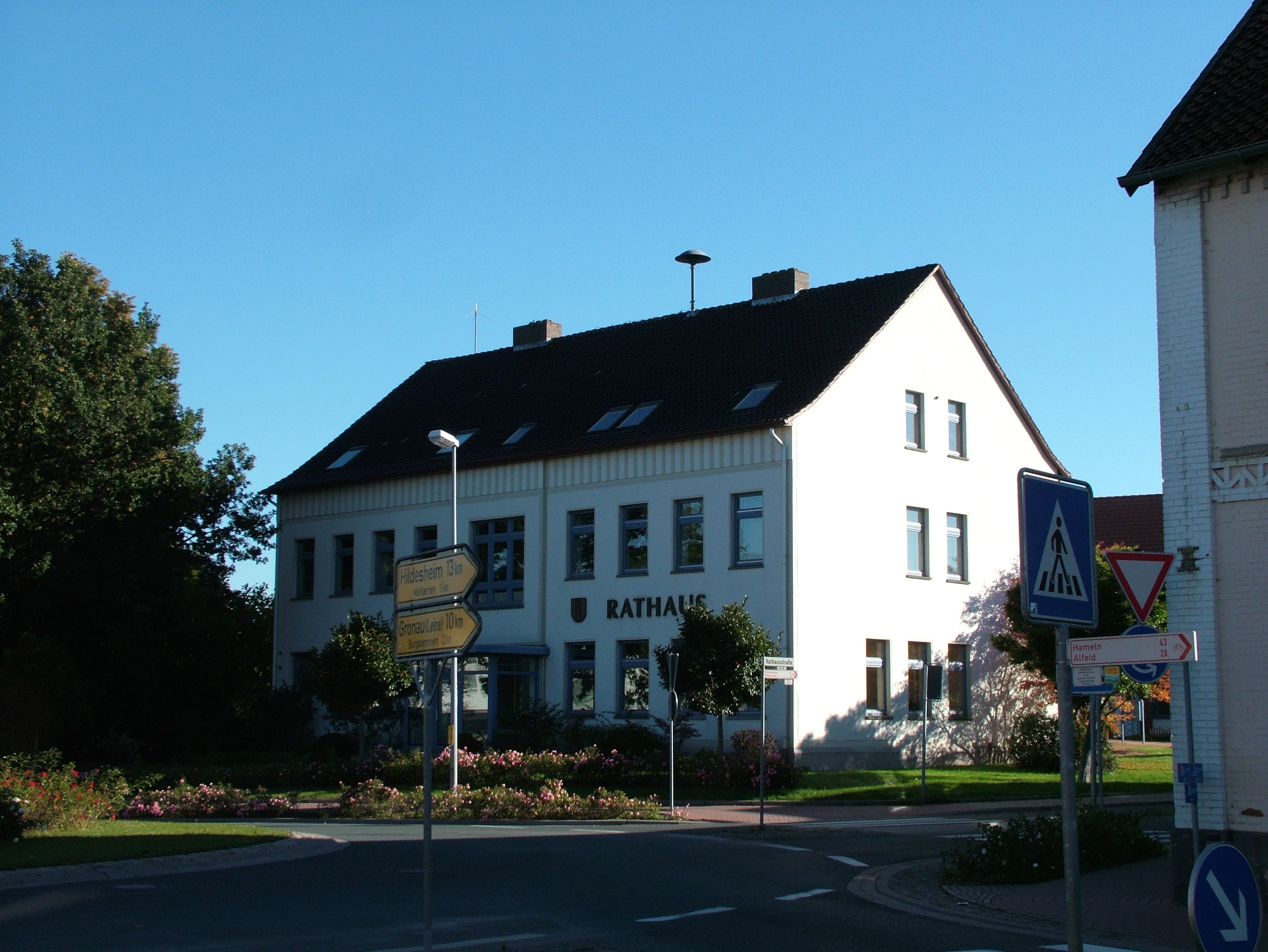
Tòa thị chính Nordstemmen

Nordstemmen là một đô thị ở huyện Hildesheim trong bang Niedersachsen, Đức. Đô thị Nordstemmen có [[diện tích 60,17 km², dân số thời điểm ngày 31 tháng 12 năm 2004 là 13.221 người. Đô thị Nordstemmen nằm bên sông Leine, cự ly khoảng 10 km về phía tây của Hildesheim, và 25 km về phía nam của Hanover.